# La lacrima del diavolo (film)
La lacrima del diavolo è un film per la televisione del 2010 diretto da Norma Bailey, adattamento televisivo dell'omonimo romanzo di Jeffery Deaver.

## Trama
Un uomo all'interno di una stazione ferroviaria fissa pazientemente l'orologio, fino a quando esso segna le 12:00 in punto. Ed ecco che allora tira fuori da una busta una mitraglietta, uccide diverse persone e lascia cadere sei bossoli dipinti di nero per terra.
Poco dopo un altro individuo chiama con un cellulare la centrale del sindaco e fa ascoltare una registrazione da cui si capisce che chiama riguardo al massacro avvenuto alla stazione e che si troverà una busta dentro un distributore automatico di giornali.
Alla centrale dell'FBI cercano di muoversi, recuperano la busta e dal contenuto comprendono le richieste da parte dell'uomo che ha effettuato la chiamata. Il becchino ucciderà di nuovo sempre a mezzogiorno del giorno seguente e di quello ancora dopo, lasciando ancora sei bossoli neri per terra, se non gli consegneranno entro tale ora venti milioni di dollari; tuttavia, sfortunatamente, il centralinista muore subito dopo la chiamata. I poliziotti trovano il cellulare con cui è stata effettuata la chiamata, e capiscono di essere in un guaio ancora maggiore.
Sanno che l'unico che potrebbe aiutarli è Kincaid, un esperto calligrafo che vive coi figli Robby e Shannon. Robby però ha delle paure a causa di un uomo che irrompe in casa loro, e Kincaid cerca di stargli vicino. Così quando Lukas va a casa sua trovarlo per chiedergli di collaborare, questi, pur rendendosi conto della gravità di quanto sta accadendo, rifiuta di collaborare.
Kincaid sta cercando di ricostruirsi una vita dopo il divorzio dalla moglie, ma quando quest'ultima lo va a trovare e gli riferisce che presto sarà convocato per l'affidamento dei figli e sente la notizia al telegiornale che son morti genitori di bambini, comincia a cambiare idea.
Si reca all'ufficio di polizia e comincia ad esaminare la lettera ritrovata nel distributore. Chi l'aveva analizzata prima di lui è convinto che l'assassino sia straniero, negli USA da poco e con un quoziente intellettivo medio; Kincaid è invece convinto che sia americano e con quoziente intellettivo alto. Nota anche dei puntini a forma di lacrima sulle i, usati anni prima da un killer che ora si trova all'ergastolo. Lukas chiede a Kincaid quale sarà la prossima mossa del killer, ma Kincaid risponde che non si può prevedere il comportamento dalla calligrafia e Lukas a questo punto si reca in bagno a piangere.
Analizzando la lettera, Kincaid scopre che vi sono delle lettere impresse dovute alla sovrapposizione di un altro foglio. Le prime fanno intendere il luogo del primo massacro, le seconde fanno intendere che si tratta di un hotel; così preparano squadre di uomini in tutte le zone dove son presenti appunto degli hotel. Ma il becchino a sorpresa colpisce nel teatro hotel. Intanto Lukas chiede a Kincaid perché ha lasciato la polizia, e lui spiega che aveva collaborato alla cattura di un assassino chiamato "l'uomo delle barche", e che questi fuggì e si recò a casa sua aggredendo suo figlio. Robby non riportò danni fisici ma rimase traumatizzato. Lukas rivela che anche lei aveva un figlio, che però morì in un incidente aereo.
Le ricerche vanno avanti e dai bossoli risalgono alle sostanze presenti. Ipotizzano l'esistenza di un forno crematorio e si recano in quello che ritengono più probabile. Lukas, Kincaid e Cage entrano nell'edificio, ma Lukas aprendo un armadio trova un timer che farà esplodere una bomba. Prima di fuggire Kincaid prende un foglio nella speranza di scoprire qualcosa, e una volta fuori l'edificio esplode. Nonostante ciò alcuni testimoni fanno una descrizione dell'identikit dell'assassino che mostra una cicatrice sulla fronte.
Il giorno del 4 luglio le unità si piazzano sparse in giro per la città, ma non si verificano attentati in nessuna parte della città. Da un suggerimento della figlia, Kincaid ipotizza che il killer colpirà durante i festeggiamenti coi fuochi d'artificio.
Kincaid nota che la lettera scritta dall'agente Hardy sotto dettatura presenta dei puntini sulle i come quelli della lacrima del diavolo, e che inoltre la grafia dimostra un leggero tremore, segno che ha cercato di modificare la sua naturale grafia; ciononostante i puntini sulle i son rimasti invariati. Kincaid capisce che la vera mente di tutto è ancora in vita; e che l'uomo trovato morto col cellulare che aveva fatto la chiamata altro non è stato che una vittima che aveva svolto una parte del piano pensando di essere ricompensato. Kincaid telefona a Lukas, le spiega tutto e le dice di recarsi all'ufficio dove si trova la cassaforte che contiene i 20 milioni di dollari.
Hardy si è appunto recato lì, uccidendo le guardie e rubando il denaro. Lukas, arrivata, lo chiama, ma Hardy apre il fuoco e si dà alla fuga. Lukas gli spara mentre Hardy si trova in auto e si schianta; esce dall'auto zoppicando e tenendosi stretti i soldi e Lukas fa ancora fuoco. Hardy le dice che il killer sta compiendo la sua ultima missione. È un killer perfetto che esegue alla lettera gli ordini.
Kincaid, a casa, viene distratto da alcuni rumori e pensa si tratti del cane, ma si accorge che il killer si è introdotto in casa sua ed è costretto ad ucciderlo prima che vada dai suoi figli.
Il giorno dopo Kincaid si risveglia nella sua casa completamente pulita e senza il corpo del killer. Lukas va a trovarlo, e gli spiega che aveva capito quale sarebbe stata la mossa successiva del killer, così la notte si era recata a casa sua con una squadra di swat ma lui c'aveva già pensato, e che inoltre aveva chiamato un'impresa di pulizie per ripulire la casa.
Nella scena finale Kincaid chiede a Lukas cosa era successo la prima volta che si erano visti al laboratorio. Lukas ricorda quanto Kincaid aveva detto sulla grafia, che non si può prevedere ciò che farà una persona dal solo esame calligrafico, e gli mostra una cartolina che aveva scritto suo figlio poco prima di morire. Un esperto calligrafo le aveva detto che era quella di una persona creativa, che non tollerava gli inganni. Kincaid le spiega che dalla calligrafia si può prevedere il soggetto, ma non le azioni che compirà.